# Yevgueni Landis
Yevgueni Mijáilovich Landis (en ruso: Евгений Михайлович Ландис; Járkov, Ucrania; 6 de octubre de 1921-12 de diciembre de 1997) fue un matemático soviético, conocido en el mundo de la computación por idear junto a Georgi Adelsón-Velski el primer árbol binario de búsqueda autobalanceable, el árbol AVL.
Cuando Landis tenía cuatro años su familia fue a vivir a Moscú. Desde el instituto demostró su interés por las matemáticas. Solicitó su acceso al Departamento de Matemáticas y Mecánica de la Universidad Estatal de Moscú, donde fue admitido en 1939.
Poco después fue reclutado por el ejército ruso para combatir en la Segunda Guerra Mundial, donde fue hecho prisionero. En varias ocasiones fue herido y sufrió importantes congelaciones, estando al borde de la muerte. En 1945 fue liberado y volvió a la universidad.
En los años sesenta trabajó en Instituto de Física Teórica y Experimental, donde desarrolló el árbol AVL. En 1962 publicó junto a Gueorgui Adelsón-Velski el artículo que lo definía.
- Datos: Q92998